# Илко Бекяров
Илия Бекяров е бивш български футболист, защитник. Клубна легенда на Локомотив (Пловдив), където прекарва цялата си футболна кариера като записва 344 мача за отбора (314 в А група и 30 в Б група) и отбелязва 3 гола. С черно-белите е Вицешампион през 1972/73 г. и Бронзов медалист през 1968/69.

## Кариера
Играл е за Локомотив (Пловдив) в продължение на 14 сезона от 1959 до 1973 г. За пловдивчани има 314 мача и 3 гола в А група и 30 мача в Б група, което го нарежда на пето място във вечната ранглиста на клуба по изиграни мачове. Вицешампион през 1972/73 г. и Бронзов медалист през 1968/69. В турнира за купата на Купата на УЕФА е изиграл 20 мача.
Има 2 мача за националния отбор на България.
След завършване на състезателната си кариера е администратор в Локомотив (Пловдив) от 1978 до 1990 г. След това изпълнява същата длъжност в Ботев (Пловдив) в продължение на 25 години.
Умира на 12 август 2015 г. след продължително боледуване.

## Успехи
Локомотив Пловдив
- Вицешампион (1 път) – 1972/73
- Бронзов медалист (1 път) – 1968/69